# Канаш (Прокоп'євський округ)
Кана́ш (рос. Канаш) — село у складі Прокоп'євського округу Кемеровської області, Росія.

## Населення
Населення — 41 особа (2010; 46 у 2002).
Національний склад (станом на 2002 рік):
- чуваші — 67 %
- росіяни — 33 %